# Lex van Delden (Komponist)

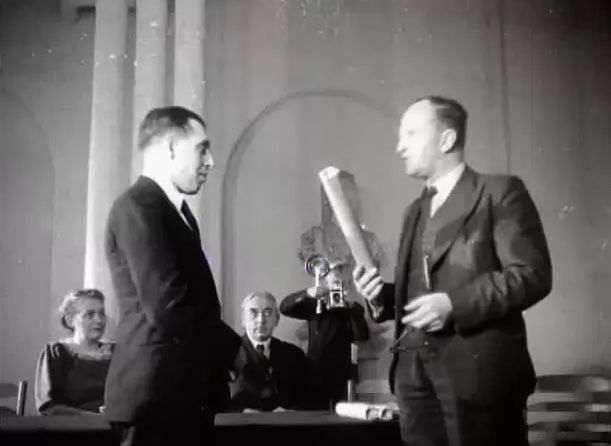
Lex van Delden (links) bei der Entgegennahme des Musik- und Literaturpreises der Stadt Amsterdam 1948

Lex van Delden (eigentlich Alexander Zwaap, * 10. September 1919 in Amsterdam; † 1. Juli 1988 ebenda) war ein niederländischer Komponist und Musikkritiker. Er ist der Vater des gleichnamigen Schauspielers Lex van Delden.

## Leben und Werk
Lex van Delden studierte Medizin und parallel dazu Klavier unter anderem bei Cor de Groot. Im Fach Komposition bildete er sich autodidaktisch.
1942 musste Lex van Delden aufgrund der deutschen Invasion in den Niederlanden als Jude sein Studium aufgeben. Er ging in den Untergrund und schloss sich dem studentischen Widerstand an. Eine in einem Unterstand explodierende Karbidlampe zerstörte sein linkes Auge und machte seinen Berufswunsch, Neurochirurg zu werden, zu nichte. Am Ende des Krieges hatte Lex van Delden fast seine gesamte Familie durch den Holocaust verloren. Der Name Lex van Delden ist von seinem Pseudonym im Widerstand her inspiriert.
Seit 1947 wirkte er als Musikredakteur der Zeitung Het Parool. Neben dieser Tätigkeit wirkte er seit 1946 als Sekretär der niederländischen Sektion der Internationalen Gesellschaft für Neue Musik und seit 1960 als Sekretär des niederländischen Komponistenvereines. 1952/53 präsidierte er im Kollektiv zusammen mit Pauline Hall, Stanley Glasser, Carlos Riesco und Benjamin Frankel die Internationale Gesellschaft für Neue Musik IGNM/ISCM.
Kompositorisch sind die Symphonien I De Stroom mit Sopran und Chor op. 40 (1954), II Sinfonia giocosa op. 39 (1955), III Facetten op. 45 (1955), IV 56 (1957), V op. 65 (1969), VI op. 69 (1963), VII Sinfonia concertante für 11 Holzbläser op. 83 (1964), VIII Sinfonia für Streichorchester op. 84 (1967) und andere Orchesterwerke zu erwähnen. Darüber hinaus schrieb er das Oratorium De Vogel Vrijheid (1956), das Chorwerk Rubaiyat op. 19 (1949), Männerchöre, Klavier- und Kammermusik.
Lex van Delden schrieb die Abhandlung Het Concert (Bilthoven 1957) und Artikel in der Zeitschrift Mens en Melodie.